# Ivan Vălčanov
Ivan Vălčanov (in bulgaro Иван Вълчанов?; traslitterazione anglosassone: Ivan Valchanov; Sandanski, 28 settembre 1991) è un calciatore bulgaro, centrocampista svincolato.

## Carriera

### Club
Giocatore prima del Čavdar Etropole e poi del Montana, il 28 agosto 2012 firma per il Novara Calcio con la formula del prestito con diritto di riscatto. Non scende mai in campo con la prima squadra in partite ufficiali, e dopo 11 presenze con la squadra Primavera, a fine stagione non viene riscattato e fa ritorno al Čavdar Etropole.

### Nazionale
Tra il 2010 e il 2012 ha disputato 4 partite con la nazionale Under-21 della Bulgaria, di cui due valide per le qualificazioni ai campionati europei di categoria.

## Statistiche

### Presenze e reti nei club
| Stagione               | Squadra                | Campionato             | Campionato | Campionato | Coppe nazionali | Coppe nazionali | Coppe nazionali | Coppe continentali | Coppe continentali | Coppe continentali | Altre coppe | Altre coppe | Altre coppe | Totale | Totale |
| Stagione               | Squadra                | Comp.                  | Pres.      | Reti       | Comp.           | Pres.           | Reti            | Comp.              | Pres.              | Reti               | Comp.       | Pres.       | Reti        | Pres.  | Reti   |
| ---------------------- | ---------------------- | ---------------------- | ---------- | ---------- | --------------- | --------------- | --------------- | ------------------ | ------------------ | ------------------ | ----------- | ----------- | ----------- | ------ | ------ |
| 2009-2010              | Čavdar Etropole        | B PFG                  | 11         | 0          | CB              | 4               | 0               | -                  | -                  | -                  | -           | -           | -           | 15     | 0      |
| 2010-2011              | Čavdar Etropole        | B PFG                  | 23         | 4          | CB              | 2               | 1               | -                  | -                  | -                  | -           | -           | -           | 25     | 5      |
| 2011-gen. 2012         | Čavdar Etropole        | B PFG                  | 0          | 0          | CB              | 0               | 0               | -                  | -                  | -                  | -           | -           | -           | 0      | 0      |
| Totale Čavdar Etropole | Totale Čavdar Etropole | Totale Čavdar Etropole | 34         | 4          |                 | 6               | 1               |                    | -                  | -                  |             | -           | -           | 40     | 5      |
| gen.-giu. 2012         | Montana                | A PFG                  | 7          | 0          | CB              | -               | -               | -                  | -                  | -                  | -           | -           | -           | 7      | 0      |
| 2012-2013              | Novara                 | B                      | 0          | 0          | CI              | 0               | 0               | -                  | -                  | -                  | -           | -           | -           | 0      | 0      |
| Totale carriera        | Totale carriera        | Totale carriera        | 41         | 4          |                 | 6               | 1               |                    | -                  | -                  |             | -           | -           | 47     | 5      |